# 鈴木 (コネクタ)
株式会社鈴木（すずき、英: SUZUKI CO.,LTD.）は、長野県須坂市に本社を置く各種コネクタ用部品、金型、半導体装置の開発・製造・販売を行う企業である。

## 沿革
- 1933年6月 - 鈴木製作所創業。
- 1945年6月 - 合資会社鈴木製作所に変更。
- 1974年7月1日 - 株式会社スズキ精機を吸収合併し、現社名に変更。
- 2001年2月16日 - 株式を店頭公開（現在のJASDAQ、2012年9月29日上場廃止）。
- 2012年5月28日 - 東京証券取引所2部上場。
- 2014年7月31日 - 東京証券取引所1部上場[5]。